# Spencer George Lucas
Spencer George Lucas est un paléontologue et stratigraphe américain, conservateur de la paléontologie au musée d'histoire naturelle et des sciences du Nouveau-Mexique.

## Biographie
Ses principaux domaines d'études sont les fossiles de vertébrés du Paléozoïque supérieur, du Mésozoïque et du Cénozoïque précoce, la stratigraphie et les dépôts continentaux, en particulier dans le sud-ouest américain. Ses recherches l'ont amené à effectuer des visites sur le terrain dans le nord du Mexique, au Costa Rica, au Nicaragua, en Jamaïque, au Kazakhstan et enGéorgie, et il a mené des recherches approfondies sur le terrain et dans des musées en Chine dans les années 1980 et 1990. Il a écrit plus de 500 contributions scientifiques (environ 25 % sont des articles dans des revues à comité de lecture), trois livres et en a co-édité quatorze.
En 2007, certaines publications de Lucas et associés au musée d'histoire naturelle et des sciences du Nouveau-Mexique ont fait l'objet d'un examen minutieux après des allégations selon lesquelles des informations auraient été incorrectement tirées des travaux non publiés et sous presse d'étudiants diplômés ne faisant pas partie de son équipe. Des plaintes officielles ont été déposées auprès du Département des affaires culturelles du Nouveau-Mexique concernant des publications sur un nouveau genre d'aétosaure et une réinterprétation de l'armure d'un autre aétosaure. En juillet 2008, le comité d'éthique de la Société de paléontologie des vertébrés en conclu que la question ne pouvait être résolue en faveur de l'une ou l'autre des parties.
En 2012, il co-écrit un article décrivant les plus petites empreintes de tétrapodes au monde, trouvées à Joggins, en Nouvelle-Écosse,.
Lucas était un joueur d'échecs de niveau maître (étant champion de l'État du Nouveau-Mexique en 1973 et en 1974). Il abandonne les échecs au milieu des années 1970 pour se concentrer sur sa carrière universitaire[réf. nécessaire].